# Studium arabicum
Studium arabicum es el nombre que reciben algunas instituciones educativas creadas en la Edad Media en los reinos cristianos de la península ibérica y en Túnez, que se caracterizaban por el uso del latín y el árabe. También del hebreo, con lo que también se utilizaba la expresión studium arabicum et hebraicum.
En la Corona de Castilla  los hubo en Toledo (1250) -véase también escuela de traductores de Toledo-, en Murcia -Alfonso X el Sabio fundó en 1269 la Escuela de Murcia, dirigida por el matemático Al-Ricotí, que no sólo hablaba el árabe, el hebreo y el castellano, sino que también se hallaba en posesión de un amplio conocimiento del latín; también denominada madrissa; no debe confundirse con otra institución murciana de la época: el studium solemne de los dominicos fundado en 1266, una escuela conventual que se aplicó al estudio de las lenguas orientales, las Escrituras y la teología y que se convirtió en studium generale o Universidad de Murcia, cuya fecha de fundación suele considerarse 1272- y en Sevilla -fundado por Alfonso X con la denominación castellana de Estudio e Escuelas generales de latín e de arábigo (1254)-.
En la Corona de Aragón los hubo en Valencia; y, en el siglo XIV, con la denominación de Studium arabicum et hebraicum, en Barcelona -regentado por los dominicos, contó con la presencia de Vicente Ferrer-.